# Lijst van voetbalinterlands Myanmar - Pakistan
Deze lijst van voetbalinterlands is een overzicht van alle officiële voetbalwedstrijden tussen de nationale teams van Myanmar (voormalig Birma) en Pakistan. De landen hebben tot op heden negen keer tegen elkaar gespeeld. De eerste ontmoeting, een vriendschappelijke wedstrijd, werd gespeeld in Colombo (toenmalig Dominion Ceylon) op 1 december 1952. Het laatste duel, een kwalificatiewedstrijd voor de Azië Cup 2027, vond plaats op 10 juni 2025 in Yangon.

## Wedstrijden
| № | Plaats       | Datum            | Competitie                 | Wedstrijd          | Uitslag |
| - | ------------ | ---------------- | -------------------------- | ------------------ | ------- |
| 1 | Colombo      | 1 december 1952  | Vriendschappelijk          | Birma − Pakistan   | 0 − 1   |
| 2 | Rangoon      | 1 december 1953  | Vriendschappelijk          | Birma − Pakistan   | 1 − 1   |
| 3 | Manilla      | 3 mei 1954       | Aziatische Spelen 1954     | Birma − Pakistan   | 2 − 1   |
| 4 | Calcutta     | 18 december 1954 | Vriendschappelijk          | Pakistan − Birma   | 1 − 1   |
| 5 | Dhaka        | 1 december 1955  | Vriendschappelijk          | Pakistan − Birma   | 4 − 2   |
| 6 | Kuala Lumpur | 9 september 1962 | Vriendschappelijk          | Pakistan − Birma   | 1 − 0   |
| 7 | Rangoon      | 19 april 1967    | Azië Cup 1968 kwalificatie | Birma − Pakistan   | 2 − 0   |
| 8 | Teheran      | 4 september 1974 | Aziatische Spelen 1974     | Birma − Pakistan   | 5 − 1   |
| 9 | Yangon       | 10 juni 2025     | Azië Cup 2027 kwalificatie | Myanmar − Pakistan | 1 − 0   |

## Samenvatting
| Competitie            | Totaal gespeeld | Winst Myanmar | Gelijk | Winst Pakistan | Doelsaldo Myanmar – Pakistan |
| --------------------- | --------------- | ------------- | ------ | -------------- | ---------------------------- |
| Azië Cup-kwalificatie | 2               | 2             | 0      | 0              | 3 − 0                        |
| Aziatische Spelen     | 2               | 2             | 0      | 0              | 7 − 2                        |
| Vriendschappelijk     | 5               | 0             | 2      | 3              | 4 − 8                        |
| Totaal                | 9               | 4             | 2      | 3              | 14 − 10                      |

MFF · 
A-internationals · 
Myanmarees vrouwenelftal
1951 – 1959 · 
1960 – 1969 · 
1970 – 1979 · 
1980 – 1989 · 
1990 – 1999 · 
2000 – 2009 · 
2010 – 2019 ·
2020 − 2029
Afghanistan ·
Bahrein ·
Bangladesh ·
Bolivia ·
Brunei ·
Burundi ·
Cambodja ·
China ·
DDR ·
Filipijnen ·
Guam ·
Hongkong ·
India ·
Indonesië ·
Irak ·
Iran ·
Israël ·
Japan ·
Kirgizië ·
Koeweit ·
Laos ·
Lesotho ·
Libanon ·
Libië ·
Luxemburg ·
Macau ·
Malediven ·
Maleisië ·
Marokko ·
Mongolië ·
Nepal ·
Nieuw-Zeeland ·
Noord-Korea ·
Oman ·
Oost-Timor ·
Pakistan ·
Palestina ·
Qatar ·
Singapore ·
Sri Lanka ·
Syrië ·
Tadzjikistan ·
Taiwan ·
Thailand ·
Turkmenistan ·
Verenigde Arabische Emiraten ·
Vietnam ·
Zuid-Korea ·
Zuid-Vietnam
PFF · A-Internationals · Olympisch elftal · Pakistaans vrouwenelftal
1950 – 1959 · 
1960 – 1969 · 
1970 – 1979 · 
1980 – 1989 · 
1990 – 1999 · 
2000 – 2009 · 
2010 – 2019 ·
2020 − 2029
Afghanistan ·
Bahrein ·
Bangladesh ·
Bhutan ·
Brunei ·
Cambodja ·
China ·
Djibouti ·
Filipijnen ·
Guam ·
India ·
Indonesië ·
Irak ·
Iran ·
Israël ·
Japan ·
Jemen ·
Jordanië ·
Kazachstan ·
Kenia ·
Kirgizië ·
Koeweit ·
Libanon ·
Macau ·
Malediven ·
Maleisië ·
Mauritius ·
Myanmar ·
Nepal ·
Noord-Korea ·
Oman ·
Palestina ·
Qatar ·
Saoedi-Arabië ·
Singapore ·
Sri Lanka ·
Syrië ·
Tadzjikistan ·
Taiwan ·
Thailand ·
Turkije ·
Turkmenistan ·
Verenigde Arabische Emiraten ·
Zuid-Korea ·
Zuid-Vietnam